# Lijst van afleveringen van Star Trek: Deep Space Nine
Dit is een lijst met afleveringen van de Amerikaanse televisieserie Star Trek: Deep Space Nine. De serie telt 7 seizoenen. Een overzicht van alle afleveringen is hieronder te vinden.

## Seizoen 1
| #  | Titel Aflevering             | Uitzenddatum VS  |
| -- | ---------------------------- | ---------------- |
| 1  | Emissary                     | 3 januari 1993   |
| 2  | Past Prologue                | 10 januari 1993  |
| 3  | A Man Alone                  | 17 januari 1993  |
| 4  | Babel                        | 24 januari 1993  |
| 5  | Captive Pursuit              | 31 januari 1993  |
| 6  | Q-Less                       | 7 februari 1993  |
| 7  | Dax                          | 14 februari 1993 |
| 8  | The Passenger                | 22 februari 1993 |
| 9  | Move Along Home              | 14 maart 1993    |
| 10 | The Nagus                    | 21 maart 1993    |
| 11 | Vortex                       | 18 april 1993    |
| 12 | Battle Lines                 | 25 april 1993    |
| 13 | The Storyteller              | 2 mei 1993       |
| 14 | Progress                     | 9 mei 1993       |
| 15 | If Wishes Were Horses        | 16 mei 1993      |
| 16 | The Forsaken                 | 23 mei 1993      |
| 17 | Dramatis Personae            | 30 mei 1993      |
| 18 | Duet                         | 13 juni 1993     |
| 19 | In the Hands of the Prophets | 20 juni 1993     |

## Seizoen 2
| #  | Titel Aflevering     | Uitzenddatum VS   |
| -- | -------------------- | ----------------- |
| 1  | The Homecoming       | 26 september 1993 |
| 2  | The Circle           | 3 oktober 1993    |
| 3  | The Siege            | 10 oktober 1993   |
| 4  | Invasive Procedures  | 17 oktober 1993   |
| 5  | Cardassians          | 24 oktober 1993   |
| 6  | Melora               | 31 oktober 1993   |
| 7  | Rules of Acquisition | 7 november 1993   |
| 8  | Necessary Evil       | 14 november 1993  |
| 9  | Second Sight         | 21 november 1993  |
| 10 | Sanctuary            | 28 november 1993  |
| 11 | Rivals               | 2 januari 1994    |
| 12 | The Alternate        | 9 januari 1994    |
| 13 | Armageddon Game      | 30 januari 1994   |
| 14 | Whispers             | 6 februari 1994   |
| 15 | Paradise             | 13 februari 1994  |
| 16 | Shadowplay           | 20 februari 1994  |
| 17 | Playing God          | 27 februari 1994  |
| 18 | Profit and Loss      | 20 maart 1994     |
| 19 | Blood Oath           | 27 maart 1994     |
| 20 | The Maquis: Part 1   | 24 april 1994     |
| 21 | The Maquis: Part 2   | 1 mei 1994        |
| 22 | The Wire             | 8 mei 1994        |
| 23 | Crossover            | 15 mei 1994       |
| 24 | The Collaborator     | 22 mei 1994       |
| 25 | Tribunal             | 5 juni 1994       |
| 26 | The Jem'Hadar        | 12 juni 1994      |

## Seizoen 3
| #  | Titel Aflevering          | Uitzenddatum VS   |
| -- | ------------------------- | ----------------- |
| 1  | The Search: Part 1        | 26 september 1994 |
| 2  | The Search: Part 2        | 3 oktober 1994    |
| 3  | The House of Quark        | 10 oktober 1994   |
| 4  | Equilibrium               | 17 oktober 1994   |
| 5  | Second Skin               | 24 oktober 1994   |
| 6  | The Abandoned             | 31 oktober 1994   |
| 7  | Civil Defense             | 7 november 1994   |
| 8  | Meridian                  | 14 november 1994  |
| 9  | Defiant                   | 21 november 1994  |
| 10 | Fascination               | 28 november 1994  |
| 11 | Past Tense: Part 1        | 2 januari 1995    |
| 12 | Past Tense: Part 2        | 9 januari 1995    |
| 13 | Life Support              | 30 januari 1995   |
| 14 | Heart of Stone            | 6 februari 1995   |
| 15 | Destiny                   | 13 februari 1995  |
| 16 | Prophet Motive            | 20 februari 1995  |
| 17 | Visionary                 | 27 februari 1995  |
| 18 | Distant Voices            | 10 april 1995     |
| 19 | Through the Looking Glass | 17 april 1995     |
| 20 | Improbable Cause          | 24 april 1995     |
| 21 | The Die Is Cast           | 1 mei 1995        |
| 22 | Explorers                 | 8 mei 1995        |
| 23 | Family Business           | 15 mei 1995       |
| 24 | Shakaar                   | 22 mei 1995       |
| 25 | Facets                    | 12 juni 1995      |
| 26 | The Adversary             | 19 juni 1995      |

## Seizoen 4
| #  | Titel Aflevering       | Uitzenddatum VS  |
| -- | ---------------------- | ---------------- |
| 1  | The Way of the Warrior | 2 oktober 1995   |
| 2  | The Visitor            | 9 oktober 1995   |
| 3  | Hippocratic Oath       | 16 oktober 1995  |
| 4  | Indiscretion           | 23 oktober 1995  |
| 5  | Rejoined               | 30 oktober 1995  |
| 6  | Starship Down          | 6 november 1995  |
| 7  | Little Green Men       | 13 november 1995 |
| 8  | The Sword of Kahless   | 20 november 1995 |
| 9  | Our Man Bashir         | 27 november 1995 |
| 10 | Homefront              | 1 januari 1996   |
| 11 | Paradise Lost          | 8 januari 1996   |
| 12 | Crossfire              | 29 januari 1996  |
| 13 | Return to Grace        | 5 februari 1996  |
| 14 | The Sons of Mogh       | 12 februari 1996 |
| 15 | Bar Association        | 19 februari 1996 |
| 16 | Accession              | 26 februari 1996 |
| 17 | Rules of Engagement    | 8 april 1996     |
| 18 | Hard Time              | 15 april 1996    |
| 19 | Shattered Mirror       | 22 april 1996    |
| 20 | The Muse               | 29 april 1996    |
| 21 | For the Cause          | 6 mei 1996       |
| 22 | To the Death           | 13 mei 1996      |
| 23 | The Quickening         | 20 mei 1996      |
| 24 | Body Parts             | 10 juni 1996     |
| 25 | Broken Link            | 17 juni 1996     |

## Seizoen 5
| #  | Titel Aflevering                             | Uitzenddatum VS   |
| -- | -------------------------------------------- | ----------------- |
| 1  | Apocalypse Rising                            | 30 september 1996 |
| 2  | The Ship                                     | 7 oktober 1996    |
| 3  | Looking for par'Mach in All the Wrong Places | 14 oktober 1996   |
| 4  | ...Nor the Battle to the Strong              | 21 oktober 1996   |
| 5  | The Assignment                               | 28 oktober 1996   |
| 6  | Trials and Tribble-ations                    | 4 november 1996   |
| 7  | Let He Who Is Without Sin...                 | 11 november 1996  |
| 8  | Things Past                                  | 18 november 1996  |
| 9  | The Ascent                                   | 25 november 1996  |
| 10 | Rapture                                      | 30 december 1996  |
| 11 | The Darkness and the Light                   | 6 januari 1997    |
| 12 | The Begotten                                 | 27 januari 1997   |
| 13 | For the Uniform                              | 3 februari 1997   |
| 14 | In Purgatory's Shadow                        | 10 februari 1997  |
| 15 | By Inferno's Light                           | 17 februari 1997  |
| 16 | Doctor Bashir, I Presume?                    | 24 februari 1997  |
| 17 | A Simple Investigation                       | 31 maart 1997     |
| 18 | Business as Usual                            | 7 april 1997      |
| 19 | Ties of Blood and Water                      | 14 april 1997     |
| 20 | Ferengi Love Songs                           | 21 april 1997     |
| 21 | Soldiers of the Empire                       | 28 april 1997     |
| 22 | Children of Time                             | 5 mei 1997        |
| 23 | Blaze of Glory                               | 12 mei 1997       |
| 24 | Empok Nor                                    | 19 mei 1997       |
| 25 | In the Cards                                 | 9 juni 1997       |
| 26 | Call to Arms                                 | 16 juni 1997      |

## Seizoen 6
| #  | Titel Aflevering                  | Uitzenddatum VS   |
| -- | --------------------------------- | ----------------- |
| 1  | A Time to Stand                   | 29 september 1997 |
| 2  | Rocks and Shoals                  | 6 oktober 1997    |
| 3  | Sons and Daughters                | 13 oktober 1997   |
| 4  | Behind the Lines                  | 20 oktober 1997   |
| 5  | Favor the Bold                    | 27 oktober 1997   |
| 6  | Sacrifice of Angels               | 3 november 1997   |
| 7  | You Are Cordially Invited...      | 10 november 1997  |
| 8  | Resurrection                      | 17 november 1997  |
| 9  | Statistical Probabilities         | 24 november 1997  |
| 10 | The Magnificent Ferengi           | 1 januari 1998    |
| 11 | Waltz                             | 8 januari 1998    |
| 12 | Who Mourns for Morn?              | 4 februari 1998   |
| 13 | Far Beyond the Stars              | 11 februari 1998  |
| 14 | One Little Ship                   | 18 februari 1998  |
| 15 | Honor Among Thieves               | 25 februari 1998  |
| 16 | Change of Heart                   | 4 maart 1998      |
| 17 | Wrongs Darker than Death or Night | 1 april 1998      |
| 18 | Inquisition                       | 8 april 1998      |
| 19 | In the Pale Moonlight             | 15 april 1998     |
| 20 | His Way                           | 22 april 1998     |
| 21 | The Reckoning                     | 29 april 1998     |
| 22 | Valiant                           | 6 mei 1998        |
| 23 | Profit and Lace                   | 13 mei 1998       |
| 24 | Time's Orphan                     | 20 mei 1998       |
| 25 | The Sound of Her Voice            | 10 juni 1998      |
| 26 | Tears of the Prophets             | 17 juni 1998      |

## Seizoen 7
| #  | Titel Aflevering                      | Uitzenddatum VS   |
| -- | ------------------------------------- | ----------------- |
| 1  | Image in the Sand                     | 30 september 1998 |
| 2  | Shadows and Symbols                   | 7 oktober 1998    |
| 3  | Afterimage                            | 14 oktober 1998   |
| 4  | Take Me Out to the Holosuite          | 21 oktober 1998   |
| 5  | Chrysalis                             | 28 oktober 1998   |
| 6  | Treachery, Faith, and the Great River | 2 november 1998   |
| 7  | Once More Unto the Breach             | 11 november 1998  |
| 8  | The Siege of AR-558                   | 18 november 1998  |
| 9  | Covenant                              | 25 november 1998  |
| 10 | It's Only a Paper Moon                | 30 december 1998  |
| 11 | Prodigal Daughter                     | 6 januari 1999    |
| 12 | The Emperor's New Cloak               | 3 februari 1999   |
| 13 | Field of Fire                         | 10 februari 1999  |
| 14 | Chimera                               | 17 februari 1999  |
| 15 | Badda-Bing, Badda-Bang                | 24 februari 1999  |
| 16 | Inter Arma Enim Silent Leges          | 3 maart 1999      |
| 17 | Penumbra                              | 7 april 1999      |
| 18 | 'Til Death Do Us Part                 | 14 april 1999     |
| 19 | Strange Bedfellows                    | 21 april 1999     |
| 20 | The Changing Face of Evil             | 28 april 1999     |
| 21 | When It Rains...                      | 5 mei 1999        |
| 22 | Tacking Into the Wind                 | 12 mei 1999       |
| 23 | Extreme Measures                      | 19 mei 1999       |
| 24 | The Dogs of War                       | 26 mei 1999       |
| 25 | What You Leave Behind                 | 2 juni 1999       |